# Едуард Петишка
Едуард Петишка (на чешки: Eduard Petiška) е чешки поет, философ и литературен теоретик, преводач, драматург, и писател, автор на произведения в жанровете детска литература и исторически роман. Баща е на чешкия поет и драматург Мартин Петишка.

## Биография и творчество
Едуард Петишка е роден на 14 май 1924 г. в Прага, Чехословашка република, в семейство с богати културни традиции. Израства на брега на река Елба, в Брандис над Лабем, поради което изучава и немски език. От малък се улича от литературата и пише първите си стихове на 13 години.
През 1943 г. завършва Кралския лицей в Брандис над Лабем. По време на войната и след нея работи във фабрика в близкия град Целаковице. През 1945 г. постъпва в Карловия университет в Прага, където учи сравнително литературознание и немска филология под ръководството на Вацлав Черни. През 1949 г. защитава докторска дисертация.
Докато е студент публикува първите си поетични творби. Пише статии за различни вестиници и списания. Взема активно участие в културния живот на Прага и си сътрудничи с много писатели и художници. След окупацията се занимава предимно с преводи от немски език.
През 1948 г. се жени за Алена Петишкова, учителка, с която имат един син.
По препоръка на друг поет – Франтишек Алас, се насочва към детската литература. През 1947 г. е издадена първата му детска книжка „Alenka jde spát“. Следват още над 70 творби, от които най-известните му са „Бирлибан“ и поредицата истории за къртичето.
Като много добър преразказвач се проявява при представянето на стари легенди и митове в книгите „Старогръцки митове и легенди“ и „Митове и легенди за древен Египет и Месопотамия“, които стават световноизвестни.
Едуард Петишка умира на 6 юни 1987 г. в Марианске-Лазне, Чехословакия. На негово име през 1997 г. е кръстен астероид. Синът му продължава да твори в негов стил и да продължава литературното му наследство.

## Произведения
- Oči vzlétajícího času (1946)
- Alenka jde spát (1947)
- Pražské orchestry (1947)
- Pohádky pro nejmenší (1948) – като Петрик
- Sedm Mamlasů (1948)
- Jede traktor, jede… (1949)
- Slunce (1949)
- O jabloňce (1954)
- O dětech a zvířátkách (1955)
- Jak se Martínek ztratil (1956)
- Kam se schoval nůž (1957)
- Okamžiky (1957)
- Pohádkový dědeček (1958)
- Staré řecké báje a pověsti (1958) 
Старогръцки митове и легенди, изд.: ИК „Хермес“, Пловдив (2001), прев. Мария Генова-Априлова
- Děvčata a řeka (1959)
- Birlibán (1959)
Бирлибан, изд.: „Народна младеж“, София (1965), прев. Григор Ленков
Бирлибан, изд.: ИК „Водолей“, София (1995), прев. Григор Ленков
Бирлибан, изд.: ИК „Хермес“, Пловдив (2000), прев. Григор Ленков
- Než uzrají muži (1960)
- Sedmikráska (1960)
- Jak krtek ke kalhotkám přišel (1960)
Как къртичето си уши панталони, изд.: „Народна култура“, София (1963), прев. Димитър Стефанов
Как къртичето си уши панталони, изд.: „КК „Труд““, София (2012), прев. Йорданка Трифонова
- Mezi dvěma řekami. Návštěva v Polabí (1960)
- A Midsummer Night’s Dream (1960)
- Birlibán jde do školy (1962)
- Čekám na tebe (1962)
- Pomerančové šaty (1962)
- Hotel pro cizince (1964)
- Na prázdná místa (1964)
- Soudce Knorr (1967)
- Příběhy, na které svítilo slunce (1967)
- Golem a jiné židovské pověsti a pohádky ze staré Prahy (1968)
- Ovidiova rodina (1968)
- Hrdinův pátek (1968)
- Louskáček (1968)
- Příběhy tisíce a jedné noci (1971)
- Martínkovy pohádky (1971)
- Prométheova paměť (1971)
- Čtení o hradech (1971)
- Martínkova čítanka (1971)
- Svatební noci (1972)
- Stříbrné dobrodružství (1973)
- Nejlepší život (1973)
- Byl jednou jeden krtek (1974)
- Už si čtu pohádky (1974)
- Pověst o domově (1974)
- Půjdeme si pro pohádku (1975)
- Štěstí, noc a hvězdy (1975)
- Loupežnice (1976)
- Helenka a Princezna (1977)
- Báje a pověsti starého Egypta a Mezopotámie (1979)
Митове и легенди за древен Египет и Месопотамия, изд.: „Отечество“, София (1988), прев. Матилда Бераха
- Svět plný lásky (1979)
- Čtení o zámcích a městech (1979)
- Bylo jednou jedno loutkové divadlo (1980)
- O ptáku Nohovi (1980)
- Pohyb květin a jiné radosti a potíže (1981)
- Průvodce mladého muže manželstvím (1981)
- Alenčina čítanka (1982)
- O motýlu, který zpíval (1984)
- Čtení o hradech, zámcích a městech (1984)
- Míšovo tajemství (1984)
- Anička malířka (1985)
- Olin a lišky (1986)
- Třicet manželek a jiné lásky (1987)
- Anička a básnička (1987)
- Podzimní deník (1989)
- Vůně hvězd (1989)
- Příběhy starého Izraele (1990)
- Srdce, ve kterém bydlím (1990)
- Neviditelná Zuzanka (1993)
- Anička a flétnička (1995)
- Krtek a autíčko (1997)
Как Къртичето си направи автомобилче, изд.: КК „Труд“, София (2013), прев. Йорданка Трифонова
- Věty o lásce a štěstí (1999)
- Cesta do země Lidivoni (1999)
- Pohádková babička (2001)
- Atlantic (2002)
- Kamej (2002)
- Krtek a kalhotky (2002)
- Proměny Jakuba Vinanta (2004)
- Třicet manželek a jiné lásky (2005)
- O nejbohatším vrabci na světě (2006)

Други издадени на български език
- Къртичето в града, изд.: „Народна култура“, София (1964), прев. Калина Хилска